# Krigsplacering
Krigsplacering är en personlig tilldelning av uppgift i Försvarsmakten. Efter avslutad utbildning inom Försvarsmakten utsänds en skriftlig krigsplaceringsorder. Av ordern framgår en persons befattning, inställelseplats, fältpostadress, m.m. Krigsplaceringsordern gäller som biljett för att ta sig till inställelseplatsen med allmänna färdmedel. Krigsplaceringen fastställs av Försvarsmakten och ordern utsänds av Totalförsvarets plikt- och prövningsverk.
Även personer utanför Försvarsmakten kan bli krigsplacerade. Detta om deras arbete är samhällsbärande. Till exempel är många myndighetsanställda krigsplacerade hos sin arbetsgivare.